# 나라하시 아키라
나라하시 아키라(일본어: 名良橋 晃, 1971년 11월 26일 ~ )는 일본의 은퇴한 축구 선수이다.

## 구단 경력
1990년 일본 사커 리그의 후지타 공업(벨마레 히라쓰카, 쇼난 벨마레)에 입단했다. 1996년까지 199경기에 출전하여, 21득점을 넣었다. 1994년에 천황배 우승을 차지했다. 1997년 가시마 앤틀러스로 이적했다. 2006년까지 196경기에 출전하여, 16득점을 넣었다. 1998년, 2000년, 2001년 3번의 J1리그 우승을 차지했다. 2007년 J2리그의 쇼난 벨마레로 이적했다.

## 국가대표팀 경력
그는 1994년 9월 27일 오스트레일리아과의 경기에서 일본 국가대표팀에 데뷔했다. 1994년 아시안 게임, 1998년 FIFA 월드컵, 2003년 FIFA 컨페더레이션스컵에도 출전했다. 그는 2003년까지 국제 A매치 통산 38경기에 출전했다.

## 통계
| 일본 | 일본 | 일본 |
| 연도 | 출전 | 득점 |
| ---- | ---- | ---- |
| 1994 | 1    | 0    |
| 1995 | 9    | 0    |
| 1996 | 0    | 0    |
| 1997 | 13   | 0    |
| 1998 | 9    | 0    |
| 1999 | 0    | 0    |
| 2000 | 0    | 0    |
| 2001 | 0    | 0    |
| 2002 | 2    | 0    |
| 2003 | 4    | 0    |
| 통산 | 38   | 0    |